# Фюрстенхофф, Эмма
Эмма Фюрстенхофф (швед. Emma Fürstenhoff, урождённая Emilia Lindegren; 1802—1871) — шведская художница-флорист, всемирно известная своими работами — цветами из воска, которые были новинкой в Европе того времени.

## Биография
Родилась в 1802 году в Стокгольме в семье поэта и королевского секретаря Карла Йохана Линдегрена и его жены — дворянки Софии Сильфвершёльд. Росла в отцовском имении Forsta провинции Сёдерманланд, где познакомилась с будущей шведской писательницей Вильгельминой Граваллиус. Впоследствии её отец стал алкоголиком и разорился; родители развелись, и Эмма с матерью переехали в Стокгольм. Девочка рано проявила интерес к цветам, и при разводе родителей настояла, чтобы забрать все цветы в доме.
В Стокгольме она стала приемной дочерью «мамзель Форслёф», фрейлины шведской принцессы Софии Альбертины. Девушка понравилась Софии Альбертине и получила образование в школе мадам Джейкоб (Madam Jacobs skola), которая в то время была одной из самых престижных в Стокгольме, где она была прилежной ученицей. В возрасте около двадцати лет Эмма Линдегрен вышла замуж за А. Фюрстенхоффа, служащего фарфоровой фабрики Густавсберг, от которого у неё родился сын Йохан.
После замужества Эмма производила украшения для продажи и со временем научилась изготавливать искусственные цветы. Она успешно показывала свои работы на нескольких художественных выставках в Стокгольме. Затем её произведения экспонировались на художественных выставках в Лондоне, Санкт-Петербурге и Париже. В Санкт-Петербурге Эмма Фюрстенхофф пробыла два года и стала знаменитостью в культурных салонах, где её чествовали дипломаты и аристократы. На выставке в Саду растений в Париже она имела большой успех, и её цветы считались лучше настоящих.
Она рассталась с мужем и навсегда переехала в Париж, где основала собственную студию по производству искусственных цветов. Большинство её сотрудников были женщины из Швеции, их руководителем была также шведка Тильда Остерберг (Thilda Österberg). Фюрстенхофф сделала хорошее состояние своими работами, она считалась модным художником на протяжении десятилетий. Одним из её клиентов была Харриет Ховард — любовница и финансист французского императора Наполеона III.
Во время франко-прусской войны Фюрстенхофф вызвалась работать медсестрой и помогала раненым солдатам. В результате она сама заболела и умерла в Париже в марте 1871 года во время создания Парижской Коммуны. Была похоронена на кладбище Пер-Лашез.